# Tap Tap
Pour les articles homonymes, voir Tap-tap.
Tap Tap est une série de jeux vidéo basés sur des rythmes musicaux développée et éditée par Tapulous depuis 2008 pour les smartphones, d'abord sur iOS puis sur Android. Tapulous est devenu une filiale de Disney en 2010. 

## Série de jeux

### Les éditions spéciales
Le jeu a été décliné avec des éditions spéciales de certains artistes:
- Nine Inch Nails Revenge avec 16 titres de Nine Inch Nails
- Christmas with Weezer avec 8 titres de Weezer
- Tap Tap Coldplay avec 11 titres de Coldplay, puis 13 titres avec la version 1.1
- Dave Matthews Band Revenge avec 10 titres de Dave Matthews Band
- Lady Gaga Revenge avec 14 titres de Lady Gaga dont 4 remix
- Metallica Revenge avec 10 titres de Metallica
- Kings of Leon Revenge avec 10 titres de Kings of Leon
- Justin Bieber Revenge avec 11 titres de Justin Bieber
- Nirvana Revenge avec 13 titres de Nirvana
- Nickelback Revenge avec 11 titres de Nickelback
- Katy Perry Revenge avec 10 titres de Katy Perry
- Linkin Park Revenge avec 10 titres de Linkin Park
- Lady Gaga Revenge 2 avec 10 nouveaux titres de Lady Gaga
- Tap Tap Glee